# Gabriel von Eisenstein
Gabriel von Eisenstein – główny bohater operetki Zemsta nietoperza skomponowanej przez Johanna Straussa, do której libretto według francuskiego wodewilu Le Réveillon Henriego Meilhaca i Ludovica Halevy’ego napisali Carl Haffner i Richard Genée.

## Opis postaci
Eisenstein jest finansistą, ogólnie szanowanym, lecz nieco porywczym obywatelem Wiednia. Ta właśnie porywczość jest powodem jego kłopotów.
W chwili gdy Strauss przedstawia go publiczności, wraca on właśnie z sądu ze swoim prawnikiem – mecenasem Blindem. Panowie sprzeczają się nieco, ponieważ w wyniku procesu o pobicie poborcy podatkowego Eisenstein ma trafić do aresztu, a choć początkowo groziło mu za ten czyn pięć dni pozbawienia wolności, w wyniku fatalnej obrony Blinda i własnych nerwów, za obrazę sądu karę podwyższono mu o kolejne trzy dni aresztu. Z kłopotu wybawia go na chwilę jego przyjaciel, doktor Falke, zwany powszechnie „Doktorem Nietoperzem”, który proponuje mu, by pójście do więzienia odłożył na następny dzień, a wieczorem udał się na przyjęcie, jakie wydaje książę Orlofsky. W rzeczywistości ma to być przyjacielski odwet za dowcip, jaki Eisenstein niedawno zrobił Falkemu. Eisenstein na przyjęciu jest również „duszą towarzystwa”, zawiera też przyjaźń z Frankiem – dyrektorem więzienia, do którego sam finansista ma trafić rano. Obaj są jednak incognito, a do tego i Frank i von Eisenstein udają francuskich markizów – Chagrina i Renarda. Ponadto bohater próbuje uwieść niemal wszystkie obecne na przyjęciu damy, w tym własną służącą, Adelę, przebraną za wytworną damę i żonę, która jest przebrana za węgierską księżną. Rozpoznana Adela udaje oburzenie i odpowiada arią Mein Herr Marquis, również duety z żoną, Rosalindą von Eisenstein należą do bardziej znanych fragmentów tej operetki. Eisenstein wspólnie z Orlofskim i Adelą śpiewają także wielki toast wychwalający „króla wszystkich win” – szampana. W ostatnim akcie bohater trafia jednak do aresztu, gdzie dowiaduje się, że na jego miejscu jest śpiewak, Alfred – były ukochany jego żony, którego Frank wziął wieczorem tuż przed balem za... Gabriela von Eisensteina.